# 東経121度線
東経121度線（とうけい121どせん）は、本初子午線面から東へ121度の角度を成す経線である。北極点から北極海、アジア、太平洋、インド洋、オーストラリア、南極海、南極大陸を通過して南極点までを結ぶ。東経121度線は西経59度線と共に大円を形成する。

## 通過する国・地点
東経121度線は、北極点から南極点まで南に向かって以下の場所を通っている。
| 地理座標                                               | 国土・領土・領海 | 備考 |
| ------------------------------------------------------ | ---------------- | --- |
| 北緯90度0分 東経121度0分 / 北緯90.000度 東経121.000度  | 北極海           | |
| 北緯78度15分 東経121度0分 / 北緯78.250度 東経121.000度 | ラプテフ海       | |
| 北緯72度56分 東経121度0分 / 北緯72.933度 東経121.000度 | ロシア           | |
| 北緯53度17分 東経121度0分 / 北緯53.283度 東経121.000度 | 中華人民共和国   | 内モンゴル自治区 遼寧省 – （北緯42度15分 東経121度0分 / 北緯42.250度 東経121.000度から） |
| 北緯40度50分 東経121度0分 / 北緯40.833度 東経121.000度 | 黄海             | 遼東湾 遼東半島（北緯38度55分 東経121度5分 / 北緯38.917度 東経121.083度）のちょうど西を通過。 渤海                                                                                           |
| 北緯37度44分 東経121度0分 / 北緯37.733度 東経121.000度 | 中華人民共和国   | 山東省 – 山東半島 |
| 北緯36度36分 東経121度0分 / 北緯36.600度 東経121.000度 | 黄海             | |
| 北緯33度17分 東経121度0分 / 北緯33.283度 東経121.000度 | 東シナ海         | |
| 北緯32度32分 東経121度0分 / 北緯32.533度 東経121.000度 | 中華人民共和国   | 江蘇省 上海市 – （北緯31度8分 東経121度0分 / 北緯31.133度 東経121.000度から） 浙江省 – （北緯30度50分 東経121度0分 / 北緯30.833度 東経121.000度から）                                        |
| 北緯30度34分 東経121度0分 / 北緯30.567度 東経121.000度 | 杭州湾           | |
| 北緯32度32分 東経121度0分 / 北緯32.533度 東経121.000度 | 中華人民共和国   | 浙江省 |
| 北緯28度7分 東経121度0分 / 北緯28.117度 東経121.000度  | 東シナ海         | |
| 北緯25度20分 東経121度0分 / 北緯25.333度 東経121.000度 | 台湾海峡         | |
| 北緯24度57分 東経121度0分 / 北緯24.950度 東経121.000度 | 中華民国         | 台湾島 – 中華人民共和国が領有権を主張している。 |
| 北緯22度35分 東経121度0分 / 北緯22.583度 東経121.000度 | 太平洋           | フィリピン海 |
| 北緯21度48分 東経121度0分 / 北緯21.800度 東経121.000度 | 南シナ海         | |
| 北緯18度36分 東経121度0分 / 北緯18.600度 東経121.000度 | フィリピン       | ルソン島 – マニラ（北緯14度35分 東経121度0分 / 北緯14.583度 東経121.000度）を通過。 |
| 北緯13度47分 東経121度0分 / 北緯13.783度 東経121.000度 | ベルデ島水路     | |
| 北緯13度27分 東経121度0分 / 北緯13.450度 東経121.000度 | フィリピン       | ミンドロ島 |
| 北緯12度25分 東経121度0分 / 北緯12.417度 東経121.000度 | スールー海       | クヨ諸島（北緯11度0分 東経121度0分 / 北緯11.000度 東経121.000度、 フィリピン）を通過。 カガヤン諸島（北緯11度0分 東経121度0分 / 北緯11.000度 東経121.000度 フィリピン)）のちょうど西を通過。 |
| 北緯6度11分 東経121度0分 / 北緯6.183度 東経121.000度   | フィリピン       | ホロ島及び近隣の小さな島々 |
| 北緯5度40分 東経121度0分 / 北緯5.667度 東経121.000度   | セレベス海       | |
| 北緯1度21分 東経121度0分 / 北緯1.350度 東経121.000度   | インドネシア     | スラウェシ島 (ミナハサ半島) |
| 北緯0度26分 東経121度0分 / 北緯0.433度 東経121.000度   | トミニ湾         | |
| 南緯1度25分 東経121度0分 / 南緯1.417度 東経121.000度   | インドネシア     | スラウェシ島 |
| 南緯2度41分 東経121度0分 / 南緯2.683度 東経121.000度   | ボネ湾           | |
| 南緯3度15分 東経121度0分 / 南緯3.250度 東経121.000度   | インドネシア     | スラウェシ島 |
| 南緯3度39分 東経121度0分 / 南緯3.650度 東経121.000度   | ボネ湾           | |
| 南緯5度25分 東経121度0分 / 南緯5.417度 東経121.000度   | バンダ海         | |
| 南緯7度17分 東経121度0分 / 南緯7.283度 東経121.000度   | インドネシア     | セラヤル諸島 |
| 南緯7度20分 東経121度0分 / 南緯7.333度 東経121.000度   | フローレス海     | |
| 南緯8度23分 東経121度0分 / 南緯8.383度 東経121.000度   | インドネシア     | フローレス島 |
| 南緯8度58分 東経121度0分 / 南緯8.967度 東経121.000度   | サヴ海           | |
| 南緯10度39分 東経121度0分 / 南緯10.650度 東経121.000度 | インド洋         | |
| 南緯19度36分 東経121度0分 / 南緯19.600度 東経121.000度 | オーストラリア   | 西オーストラリア州 |
| 南緯33度52分 東経121度0分 / 南緯33.867度 東経121.000度 | インド洋         | オーストラリア当局は当海域が南極海の一部である旨を主張している[1][2] |
| 南緯60度0分 東経121度0分 / 南緯60.000度 東経121.000度  | 南極海           | |
| 南緯66度48分 東経121度0分 / 南緯66.800度 東経121.000度 | 南極大陸         | オーストラリア南極領土 - オーストラリアが領有権主張 |